# Evangelische Kirche (Greppin)

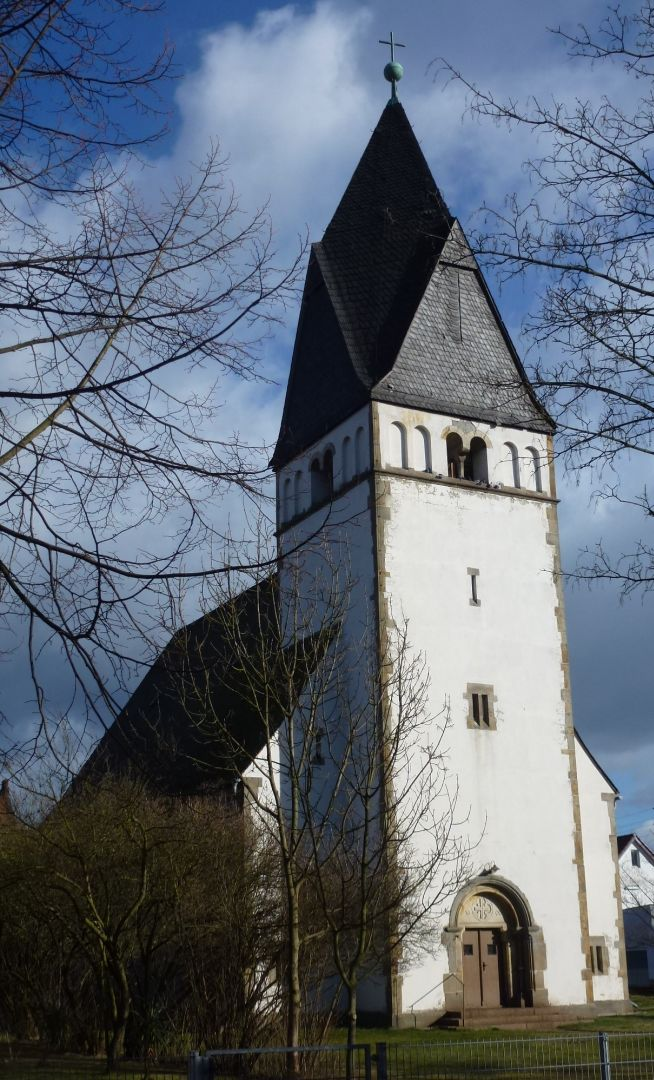
Evangelische Kirche Greppin

Die Evangelische Kirche in Greppin ist ein evangelischer Sakralbau in der Stadt Bitterfeld-Wolfen im Landkreis Anhalt-Bitterfeld in Sachsen-Anhalt. Kirchlich gehört die Kirchengemeinde Greppin zum Regionalpfarramt Bitterfeld-Wolfen in der Region Bitterfeld-Wolfen-Sandersdorf-Brehna des Kirchenkreises Wittenberg. Dieser Kirchenkreis befindet sich im Propstsprengel Halle-Wittenberg der Evangelischen Kirche in Mitteldeutschland.

## Geschichte
Nach der Gründung der Greppiner Werke AG, die den beim Braunkohleabbau geförderten Ton zu Greppiner Klinkern verarbeitete, im Jahr 1871 und der Farbenfabrik Wolfen an der Grenze zur Flur von Greppin im Jahr 1896 durch die Agfa-Werke wuchs Greppins Einwohnerzahl deutlich an und die alte Kirche, die ein Jahrhundert zuvor instand gesetzt worden war und sich am Lindenplatz befand, wurde endgültig zu klein. Südwestlich des alten Ortskerns entstand unter anderem die heutige Neue Straße, und an der Ecke dieser zur Jeßnitzer Straße wurde in den Jahren 1905 und 1906 eine neue evangelische Kirche erbaut. Zehn Jahre später folgte noch weiter westlich die katholische Heilig-Geist-Kirche. Die Vorgängerkirche am Lindenplatz wurde 1908 abgerissen.

## Baubeschreibung
Die evangelische Kirche besteht aus einem gerade geschlossenen Ostchor, einem Schiff und einem in dieses eingezogenen Westturm mit einem Rautenhelm, wie er in der Romanik am Rhein häufiger zu finden war. Auch alle anderen Elemente der Kirche weisen sie als Werk der Neuromanik aus, etwa der Fries und die Schallöffnungen am Turm, die Säulenportale im Westen und Süden, die rundbogigen am Schiff, die in Dreiergruppen gruppiert wurden, oder die doppelten Fenster am Chor. Auch die Rundfenster finden sich an romanischen Bauten am Rhein, etwa am Speyerer Dom. An der Außenwand befinden sich mehrere barocke Epitaphien, die vom alten Standort hierher überführt wurden. Auf dem Friedhof steht zudem ein Kriegerdenkmal von 1932. Als Architekt der Kirche gilt der damalige Regierungsbauführer Fritz Hoßfeld, der Sohn von Oskar Hossfeld, der später Stadtbaurat von Naumburg (Saale) wurde. Die Betonung der Ecken und anderer Details wurde mit Elbsandsteinquadern realisiert.
Das Gotteshaus steht als Baudenkmal unter Denkmalschutz und ist im Denkmalverzeichnis mit der Nummer 094 06429 erfasst.

## Ausstattung
Den Innenraum prägt eine Hufeisenempore mit Balustraden, auf der sich die Orgel befindet, die im Jahr 1906 durch Wilhelm Rühlmann erbaut wurde. Sie entstand als Opus 283 mit 15 Registern. Er benutzte dafür einen barocken Prospekt, der vermutlich aus der alten Dorfkirche am Lindenplatz stammt. Im Jahr 1922 ergänzte Rühlmann Zinkpfeifen, nachdem die Zinnpfeifen als Metallspende im Ersten Weltkrieg ausgebaut worden waren. 2007 wurde die Orgel restauriert und erhielt wieder Zinnpfeifen.
Auch der Kanzelaltar stammt teilweise aus dem Vorgängerbau. Die Decke der Saalkirche ist eine bemalte Holztonne, die mit ihrer Weinrebenornamentik ebenso an barocke Dorfkirchen erinnert wie die Patronatsloge. Im Chor werden barocke Grabsteine aufbewahrt, die zuvor vermutlich auf dem Friedhof der Vorgängerkirche standen. Die Bronzeglocken der Kirche stammen aus dem 17. Jahrhundert und läuteten zuvor am Lindenplatz. Anlässlich der 625-Jahr-Feier wurden sie geborgen und bei einer Festveranstaltung präsentiert. In diesem Zusammenhang wurde der Zeitpunkt ihrer Herstellung mit dem Jahr 1562 angegeben.